# 16459 Barth
16459 Barth este un asteroid din centura principală de asteroizi.

## Descriere
16459 Barth este un asteroid din centura principală de asteroizi. A fost descoperit pe 28 noiembrie 1989 la Tautenburg de Freimut Börngen. El prezintă o orbită caracterizată de o semiaxă mare de 2,41 ua, o excentricitate de 0,22 și o înclinație de 2,7° în raport cu ecliptica.